# Jungfrutestning
Ett jungfrutest är en undersökning med avsikten att fastställa om en kvinna är "jungfru" eller "oskuld", det vill säga inte har haft samlag. Jungfrutestning är ett förlegat och felaktigt sätt att försöka avgöra om en kvinna är oskuld, och det finns inga sådana testmetoder som har stöd inom medicinsk vetenskap.

## Allmänt
De tester som utförs består av olika undersökningar av resterna av kvinnans mödomshinna, där det mesta av denna försvinner redan innan födseln. En "hel" mödomshinna (hymen imperforatus) är något som förekommer hos mindre än 1 på 1000 flickor, och som måste åtgärdas kirurgiskt innan hennes första menstruation.
Testningen är kontroversiell, både på grund av följderna för flickor och kvinnor som testar sig och för att det ses som oetiskt.
Testet har traditionellt genomförts genom att försöka bedöma förekomsten av en intakt mödomshinna. En sådan bedömning kan ske genom en kroppsundersökning, oftast av en läkare, som då kan utfärda ett intyg på att kvinnan bedöms vara oskuld. Testet kan också göras genom bedömning av förekomst av blödning från vaginan under kvinnans första samlag.
Ingen av dessa testmetoder har stöd inom medicinsk vetenskap.

## Förekomst
Jungfrutester användes på kvinnor som immigrerade till Storbritannien och sökte så kallat fästmövisum. Detta avslöjades 1979 av The Guardian och efter det ändrades politiken snabbt. I januari 1979 krävdes en kvinna av den brittiska immigrationstjänstemän att genomgå ett jungfrutest när hon kom till London för att gifta sig. Ett sådant besök kräver inte visum, men som bevis på hennes goda tro var hon skyldig att göra testet.
I Indien är det vanligt med undersökningar för att testa tidigare sexuell aktivitet på våldtäktsoffer. Den högsta domstolen i Indien har slagit fast att ”tvåfingertestet” på ett våldtäktsoffer kränker hennes rätt till privatliv och bad den indiska regeringen att tillhandahålla bättre medicinska metoder för att bekräfta sexuella övergrepp. Human Rights Watch har starkt kritiserat testet som ”förnedrande och ovetenskapligt” och ett andra angrepp på traumatiserade kvinnor och uttryckte oro kring att indiska domstolar tar in moraliska aspekter i sina bedömningar. 
I augusti 2013 meddelades det från Prabumulihdistriktet, södra Sumatra, Indonesien, genom utbildningschefen Muhammad Rasyid, att kvinnliga tonåringar som går gymnasiet där skulle ges årliga och obligatoriska jungfrutester, med start år 2014. Avsikten är att minska promiskuitet i distriktet.

## ”Tvåfingertestet”
Processen för jungfrutestning varierar beroende på i vilken region det är. I områden där läkare är lättillgängliga, som i Turkiet innan landet förbjöd praktiken, görs testerna oftast på läkarmottagningar. I de länder där läkare inte finns tillgängliga, görs testerna oftast av äldre kvinnor. Detta är vanligt bland de afrikanska stammar som utför testerna. En läkare, barnmorska, eller annan person, kan dock inte avgöra om en kvinna är oskuld eller inte.
En annan form av jungfrutestning är när man testar slapphet i vaginala muskler med fingrarna (”tvåfingertestet”). En läkare utför testet genom att föra in ett finger i kvinnans vagina för att kontrollera nivån av vaginal slapphet, men denna bedömning kan inte avgöra om en kvinna är oskuld eller inte. Därför har användningen av dessa kriterier ifrågasatts av medicinska myndigheter och motståndare till jungfrutesterna, eftersom vaginal slapphet och bristen av en mödomshinna orsakas av andra faktorer. Och ”tvåfingertestet” är baserat på subjektiva observationer.
Bland Bantufolken i Sydafrika har jungfrutestning eller till och med suturering av blygdläpparna varit förekommande. Traditionellt gifter sig flickor som tillhör Kenuzi, som är en Nubisk folkgrupp, före puberteten med vuxna män som inspekterar dem för hand om de är oskulder. 

## Testernas tillförlitlighet
Jungfrutestning är inte en tillförlitlig indikator på en kvinna som har haft samlag, eftersom mödomshinnan brister före födsel hos de allra flesta kvinnor, och eftersom samlagsblödning eller slapphet i vaginalmuskler inte har att göra med om en kvinna är oskuld eller inte. Många forskare noterar att en hel mödomshinna är inte en tillförlitlig indikator om en kvinna har haft samlag. 
Mödomshinnan är som en korona av tjock hud som ligger strax utanför den vaginala kanalen, som omger ingången, men inte på något sätt täcker slidan. Det beskrivs bättre som en ”vaginal korona” än ett ”membran” eller en ”film”. Den är mycket flexibel och kan sträckas eller rivas under varje samlag. Det är en missuppfattning att mödomshinnan alltid går sönder vid första samlaget. Om kvinnan inte är upphetsad är inte mödomshinnan lika elastisk som om den är fuktig på grund av upphetsning. Risken ökar då för att koronan skadas, vilket ofta är fallet under första samlaget. 
Det är allmänt accepterat att vissa kvinnor föds utan en mödomshinna. I de flesta kvinnor är mödomshinnan tillräckligt vestigial så det inte innebär något hinder för slidans öppning.I sällsynta fall kan en kvinnas mödomshinna behöva öppnas med ett kirurgiskt ingrepp, på grund av att mödomshinna i detta fall förhindrar mensen att komma ut.  En kvinna kan genomgå ett kirurgiskt ingrepp för att rekonstruera eller byta ut mödomshinnan om den gått sönder, för att klara ett jungfrutest.

## Framförda skäl för testning
Att förhindra spridningen av hiv och tonårsgraviditeter är ett argument som används av förespråkare för jungfrutestning. År 2004 uppgav Nabot Makoni, en zimbabwisk byhövding, att han skulle göra en plan för att upprätthålla jungfrutestning, som ett sätt att skydda folk mot hiv. Han förklarade att han fokuserar på flickor, för de är lättare att kontrollera än pojkar.  I Sydafrika, där jungfrutestning är förbjudet, anser Zulufolket att testerna hindrar spridningen av hiv och graviditet bland tonåringar.  En kvinna intervjuades av Washington post och sa att jungfrutestning är viktigt så att unga flickor blir rädda för pojkar. För det som händer först är att pojken tar din oskuld och nästa sak du vet är att du är gravid och har hiv. 
Beroende på om flickan i fråga har förklarats oskuld eller inte, kan tiden efter testet vara en glädje eller en fara. I Zulukulturen, finns en tradition där flickor i en viss ålder kan göra en dans för kungen. Det är bara oskulder som får göra detta. Om en flicka testas och förklaras som oskuld är det en heder för familjen, om hon inte är oskuld kan hennes far behöva betala böter för ”en skam” för samhället och flickan kan bli utstött från de som är oskulder. På grund av konsekvenser som övervägs orent, är jungfrutestningen en potential att bli en livsförändrande händelse. 
Storbritannien hade en policy att göra jungfrutester på kvinnor som invandrade till landet för att gifta sig med någon som redan bor i landet.  Den brittiska regeringen trodde att om kvinnorna var oskulder, var de mer benägna till att berätta sanningen om sina skäl till att invandra. Detta upphörde 1979.

## Kritik mot testning
Att kräva att en kvinna ska genomgå ett jungfrutest anses som skadligt, speciellt när det sker med regeringens tillåtelse. Utförandet ses som sexistiskt, bevarar uppfattningen att sexuellt umgänge utanför äktenskapet är acceptabelt för män men inte för kvinnor. Det tyder på att kvinnors sexuella aktivitet bör vara föremål för allmänhetens kunskap och kritik, medan mäns inte är det.
Den 23 mars 2011, protesterade Amnesty International mot den egyptiska regeringen över påstådd tvångsjungfrutestning av kvinnliga demonstranter. Egypten erkände att deras militära styrkor hade utfört jungfrutester på kvinnor som fängslats under den egyptiska revolutionen 2011. Det sades att testerna gjordes för att motbevisa påståendena om att kvinnorna blivit våldtagna under arrestering. Amnesty International beskrev testerna som ”inget mindre än tortyr”.  Jungfrutester som utförs av militären på fångarna, förbjöds i Egypten den 27 december 2011. Men i mars 2012 frikändes den läkare som utfört testerna från alla anklagelser.
Samira Ibrahim(en) är den egyptiska kvinna som stämt regeringen och inledde en offentlig diskussion av den egyptiska regeringens användning av testerna. Som svar på läkarens frikännande sa hon ”En kvinnas kropp bör inte användas som ett verktyg för hotelser och ingen ska få sin värdighet kränkt.”
Många män engagerar sig i jungfrutester baserat på det faktum att mödomshinnan inte blödde efter första samlaget, vilket leder till otaliga sociala problem i många länder i mellanöstern. 
I maj 2013 ansåg högsta domstolen i Indien, att ”tvåfingertestet”  på våldtäktsoffer kränker deras rätt till privatliv och bad regeringen ge bättre medicinska procedurer för att bekräfta sexuella övergrepp.  År 2003 kallade den högsta domstolen i Indien tvåfingertestet hypotetiskt. De flesta länder har redan skrotat det som ålderdomligt, ovetenskapligt och ett intrång i privatliv och värdighet.  Quebecs College des Medicins har förbjudit medlemmar att genomföra jungfrutester efter att några blev påkomna med att göra det, samt att ge oskuldsintyg.